# Jakob Wimpfeling

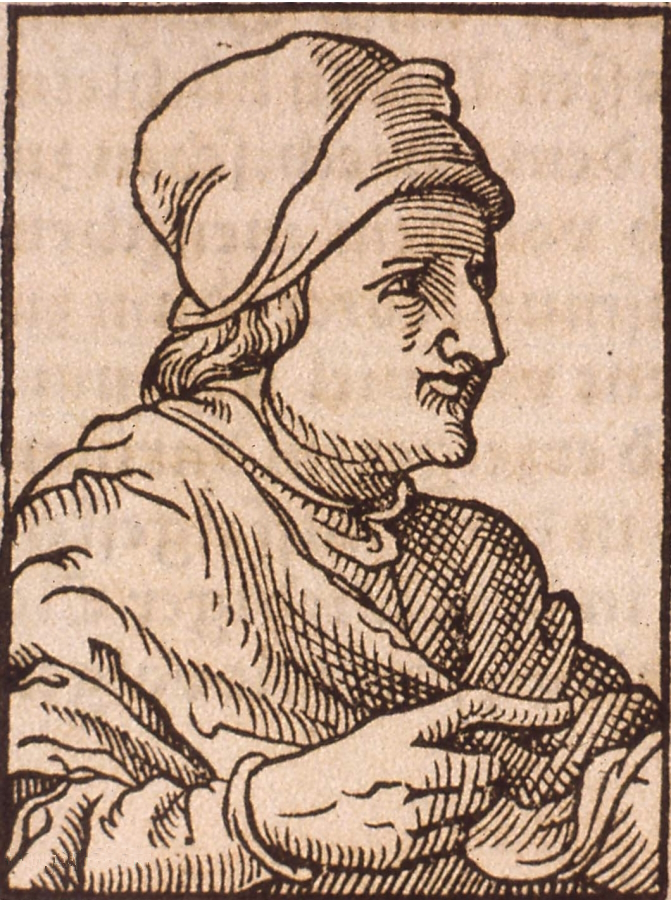
Jakob Wimpfeling

Jakob Wimpfeling (auch Wimpheling, Wympfeling; * 27. Juli 1450 in Schlettstadt; † 17. November 1528 ebenda) war ein katholischer Priester, Dichter, Pädagoge und Historiker des Deutschen Humanismus.

## Leben

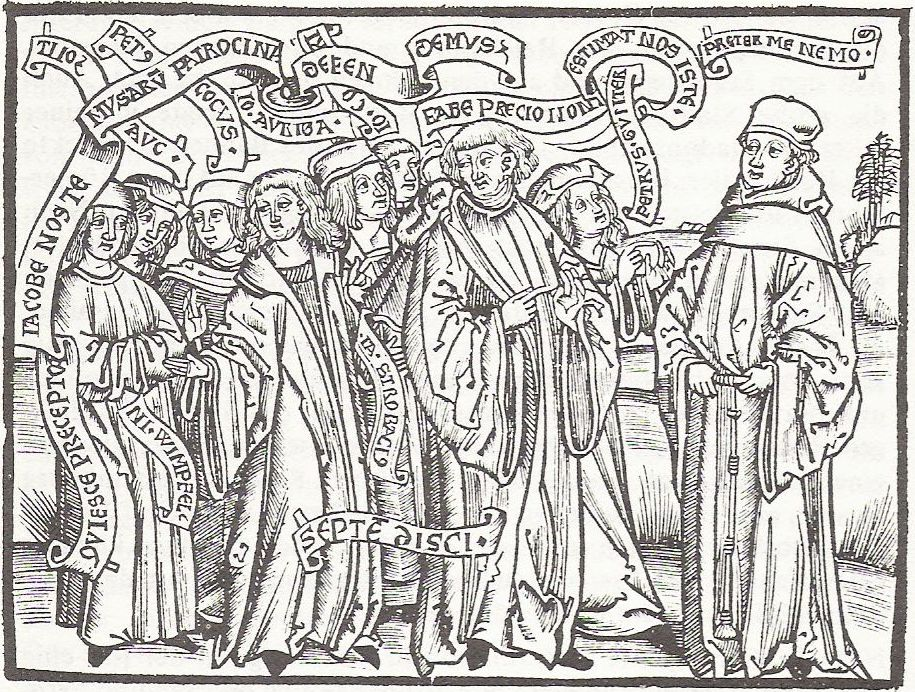
Jakob Wimpfeling und seine Schüler im Gespräch mit Thomas Murner

Jakob Wimpfeling wurde 1450 als Sohn eines Sattlers in Schlettstadt geboren. Erste Ausbildung erfuhr er an der  Lateinschule Schlettstadt durch Ludwig Dringenberg. Nach dem Tod seines Vaters im Jahr 1463 begab er sich nach Sulz, wo sein Onkel als Pfarrer wirkte. Dieser veranlasste Wimpfeling, ein Studium zu ergreifen. Ab 1464 studierte er an der Universität von Freiburg im Breisgau (u. a. bei Johann Geiler von Kaysersberg und Konrad Stürzel), ab 1466 in Erfurt und 1469 bis 1470 in Heidelberg Philosophie und Theologie. 1471 erwarb er den Titel des Magister artium und wandte sich danach dem Studium des Kanonischen Rechts zu. Gleichzeitig begann er seine Lehrtätigkeit an der Universität Heidelberg. 1478/79 fungierte er als Vizekanzler, 1479/80 als Dekan und 1481/82 als Rektor der Artistenfakultät von Heidelberg. 1483 gab er seinen Lehrstuhl auf und begab sich 1484 nach Speyer, wo er als (inoffizieller) Domprediger und später als Domvikar wirkte. Nach 14 Jahren Tätigkeit in Speyer kehrte er 1498 nach Heidelberg zurück, wo er bis 1501 als Professor Poetik und Rhetorik an der Artistenfakultät lehrte. Ab 1501 lebte er mit kürzeren Unterbrechungen als Schriftsteller in Straßburg, bevor er 1515 in seinen Heimatort zurückkehrte.
Mit seiner Schrift Germania aus dem Jahr 1501 gilt Wimpfeling als Begründer einer nationalen deutschen Geschichtsschreibung. Darin versuchte er den Beweis der Gleichwertigkeit der deutschen Vergangenheit gegenüber den französischen und italienischen Humanisten zu führen. Das resultierte in Übertreibungen bei seiner Quellenauslegung, die zum Streit mit dem Straßburger Theologen Thomas Murner führten. Weitere historische Schriften sind die deutsche Geschichte aus dem Jahr 1505, die Geschichte der Bischöfe von Straßburg 1508, das Leben seines Lehrers Johannes Geiler von Kaysersberg 1510 und die 1515 vollendete, aber erst im Jahr 2007 gedruckte Geschichte der Mainzer Erzbischöfe.
Er ist  neben Johannes Reuchlin der erste bedeutende Vertreter des deutschen Humanistendramas. Mit den Schriften De Integritate, Isidoneus germanicus, Diatriba de proba puerorum institutione und Adolescentia war er wegweisend für die zeitgenössische Pädagogik.
Wimpfeling begrüßte zunächst das Auftreten Martin Luthers, vertrat jedoch trotz scharfer Kritik an der Verweltlichung des Klerus später einen katholisch geprägten Humanismus.

## Rezeption
Einen nicht geringen Anteil an der Wiederentdeckung Wimpfelings hat der elsässische Lehrer Josef Knepper (1864–1906).
Die bedeutendsten Wimpfeling-Forscher des 20. Jahrhunderts waren die Historiker Otto Herding (1911–2001) und dessen Schüler Dieter Mertens (1940–2014).

## Werke
- Stylpho, 1480 (gedruckt 1494)

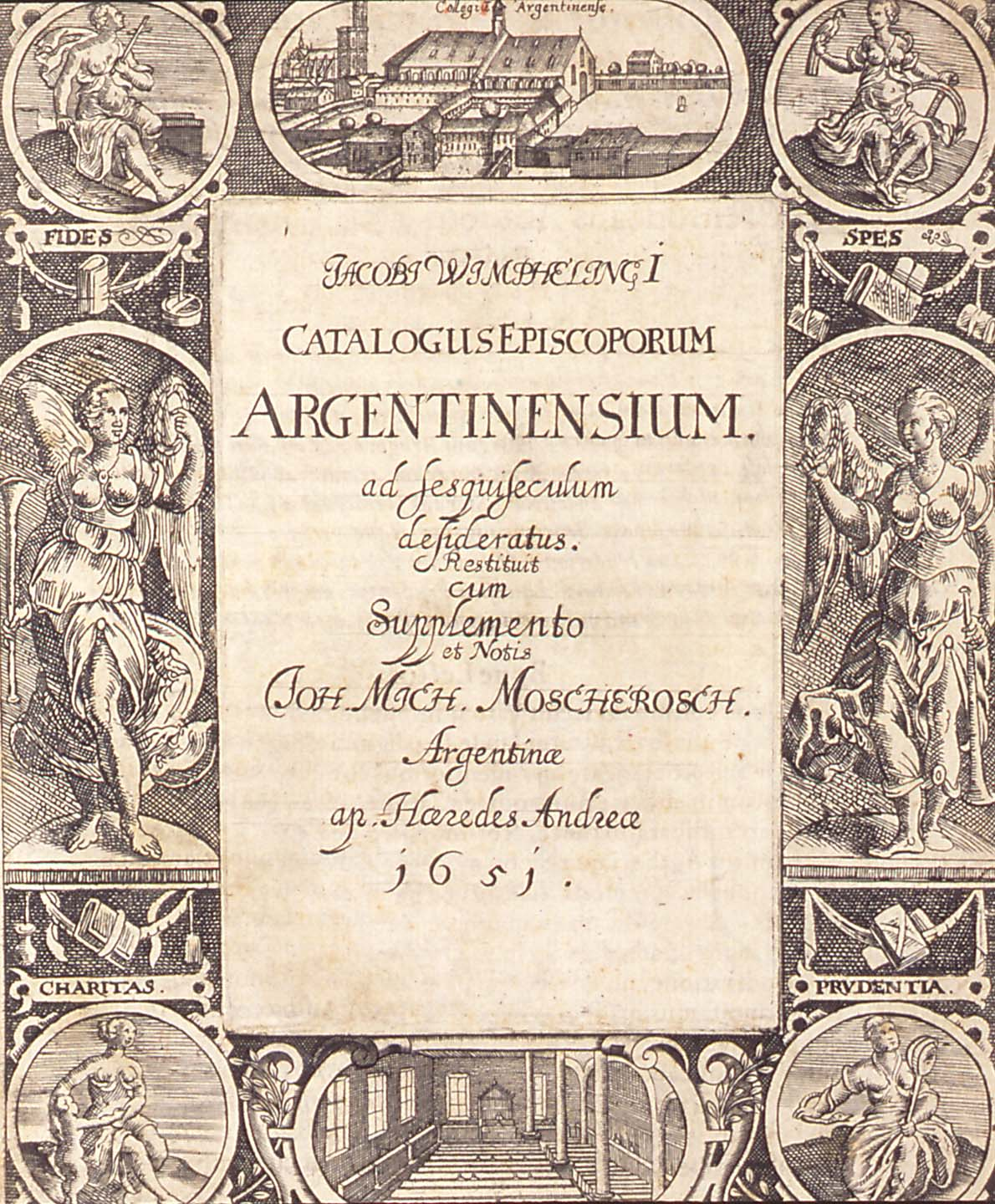
Catalogus Episcoporum Argentinensium, Neuauflage von 1651

- Laudes ecclesiae Spirensis (Lob des Speyerer Domes), 1486
- De conceptu et triplici Mariae Virginis gloriosissimae candore, 1494
- Vita sancti adelphi, ca. 1500
- Germania, 1501
- Epitome rerum Germanicarum, 1505
- Vita Sancti Adelphi, 1506
- Gravamina, 1520

## Textausgaben und Übersetzungen
- Jacobi Wimpfelingi opera selecta
  - Band 1:  Jakob Wimpfelings Adolescentia. Hrsg. von Otto Herding. Fink, München 1965 (kritische Edition).
  - Band 2.1: Jakob Wimpfeling, Beatus Rhenanus: Das Leben des Johannes Geiler von Kaysersberg. Hrsg. von Otto Herding. Fink, München 1970 (kritische Edition der Geiler-Vita Wimpfelings mit Einführung).
  - Band 2.2: Catalogus Archiepiscoporum Moguntinorum. Geschichte der Mainzer Erzbischöfe. Hrsg. von Dieter Mertens und Markus Müller, München 2007, ISBN 978-3-7705-4384-7.
  - Band 3.1:   Briefwechsel. Hrsg. von Otto Herding und Dieter Mertens, Paderborn 1990, ISBN 3-7705-2603-1 (Digitalisat).
  - Band 3.1:   Briefwechsel. Hrsg. von Otto Herding und Dieter Mertens, Paderborn 1990, ISBN 3-7705-2604-X (Digitalisat).
- Harry C. Schnur (Hrsg.): Stylpho/Jakob Wimpheling. Reclam 1971 (lateinischer Text und deutsche Übersetzung)